# Церква святих архангелів Михаїла і Гавриїла (Хлівище)
Церква святих архангелів Михаїла і Гавриїла — чинна дерев'яна парафіяльна церква у селі Хлівище Ставчанської громади Чернівецького району Чернівецької області. Збудована у 1912 році і є перехідною від центральної до вижницької групи гуцульської школи дерев'яної архітектури. Пам'ятка архітектури місцевого значення. Парафія належить до Кіцманського деканату Чернівецько-Буковинської єпархії Православної церкви України. 

## Історія
Церкву збудовано коштами парафіян у 1912 році на місці давнішої дерев'яної церкви. 

### Перехід з УПЦ МП до ПЦУ
22 травня 2022 року відбулись збори парафіян, на яких за перехід до Православної церкви України проголосувало понад 90 осіб, не підтримали перехід 12 осіб. На зборах був присутній теперішній настоятель храму, але він не підтримав рішення парафіян. Парафій стала першою на Буковині, яка з початку повномасштабного вторгнення російських загарбників, перейшла у ПЦУ.

## Архітектура
Церква дерев'яна, хрещата у плані, бабинець значно витягнутий, завершена одним верхом на четверику середохрестя нави. Над бабинцем та вівтарем — декоративні маківки. У вівтарі (розмір вівтаря 7 на 8 м) знаходиться престол висотою 1 м, який збудований із каменю. До вівтаря добудована ризниця.

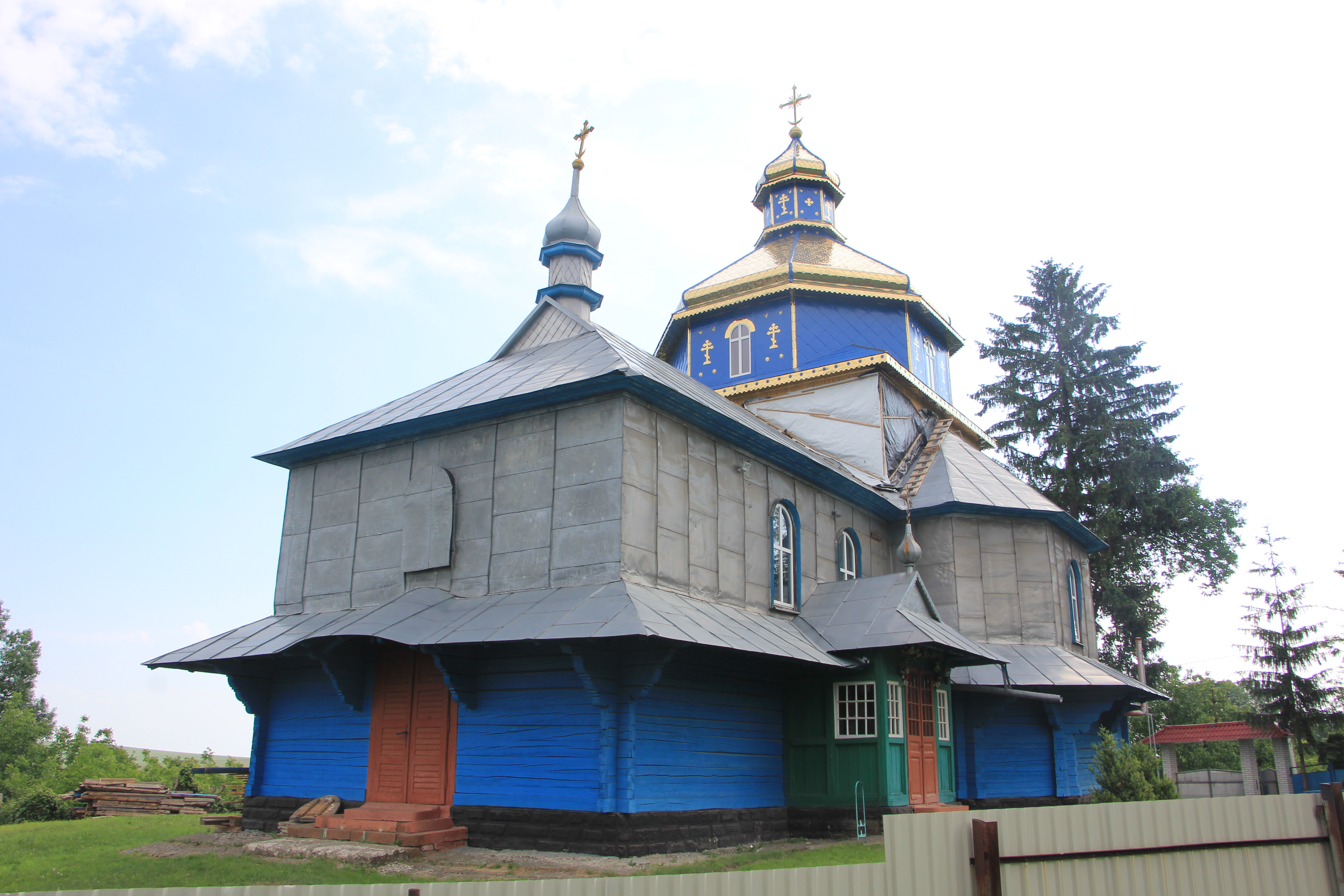
Церква з північного боку

Верх церкви покритий бляхою, баня та маківка вкриті псевдозолотом, верхній ярус стін також під бляхою, нижні зруби пофарбовані у синій колір. На вінцях зрубів кріпиться опасання, яке оточує церкву.
Церква має четверо дверей. Головний вхід з півдня через прибудований до бабинця ґанок, інші двері із вівтаря, з північного боку та із західного боку церкви. 
У церкви 19 вікон: 4 у вівтарі та 8 в куполі. Вікна в стінах церкви пластикові. 
Споруджена церква на кам'яному фундаменті, стіни з ялинового дерева. Підлога церкви вистелена кам'яними кахлями.
З північного сходу від церкви знаходиться невелика дерев'яна двоярусна дзвіниця. На куполі дзвіниці є залізний хрест та чотири дзвони.
На прицерковній території, у північній частині подвір'я, гроби померлих церковних служителів о. Василя Джуромії та о. Петра Кучуряка. На подвір'ї церкви встановлено пам'ятник на честь мешканців села Хлівище, які загинули під час Першої світової війни, який у 1951 році було перевезено з центру села. 

## Світлини

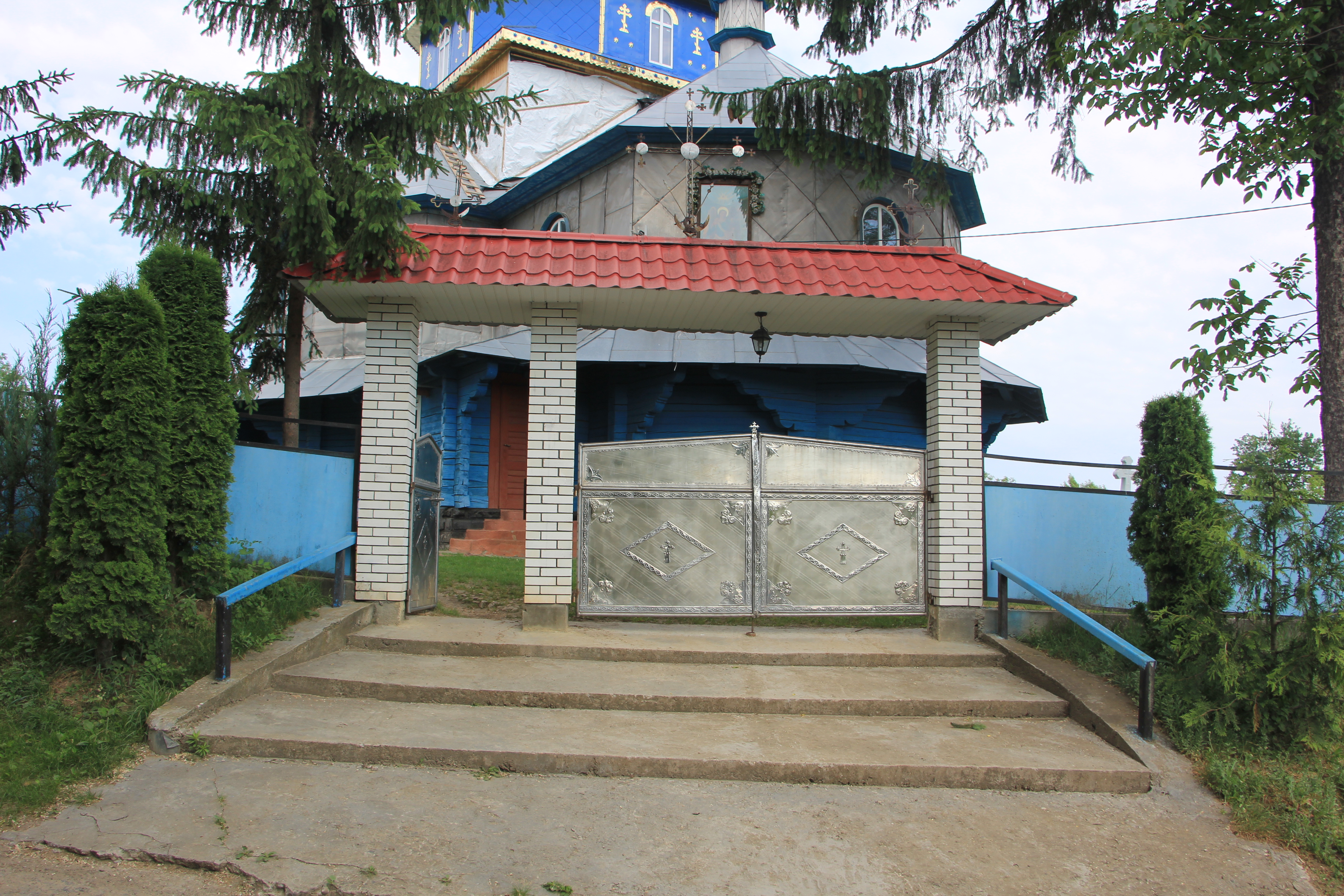
Головний вхід
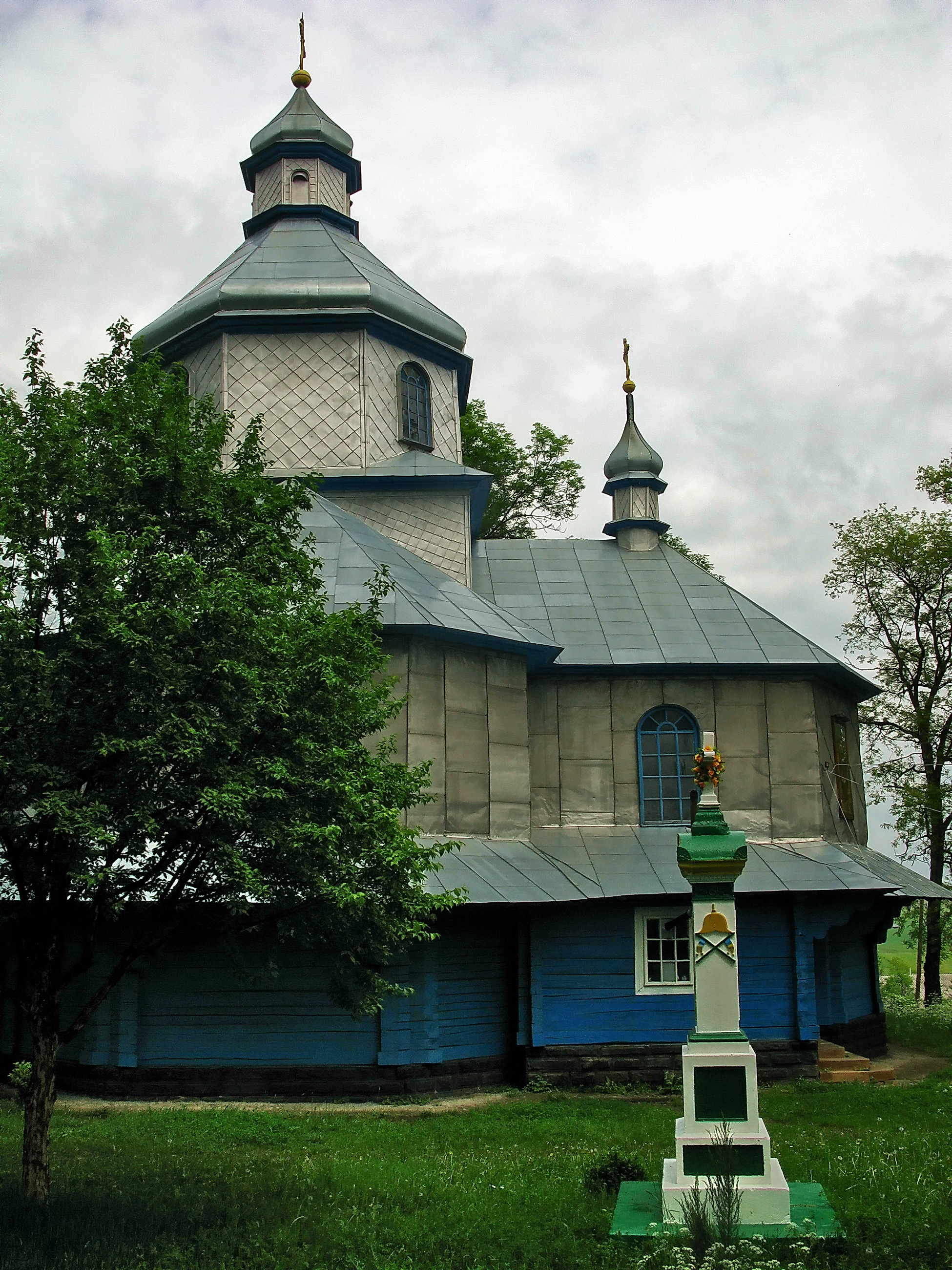
Пам'ятник односельцям перед церквою
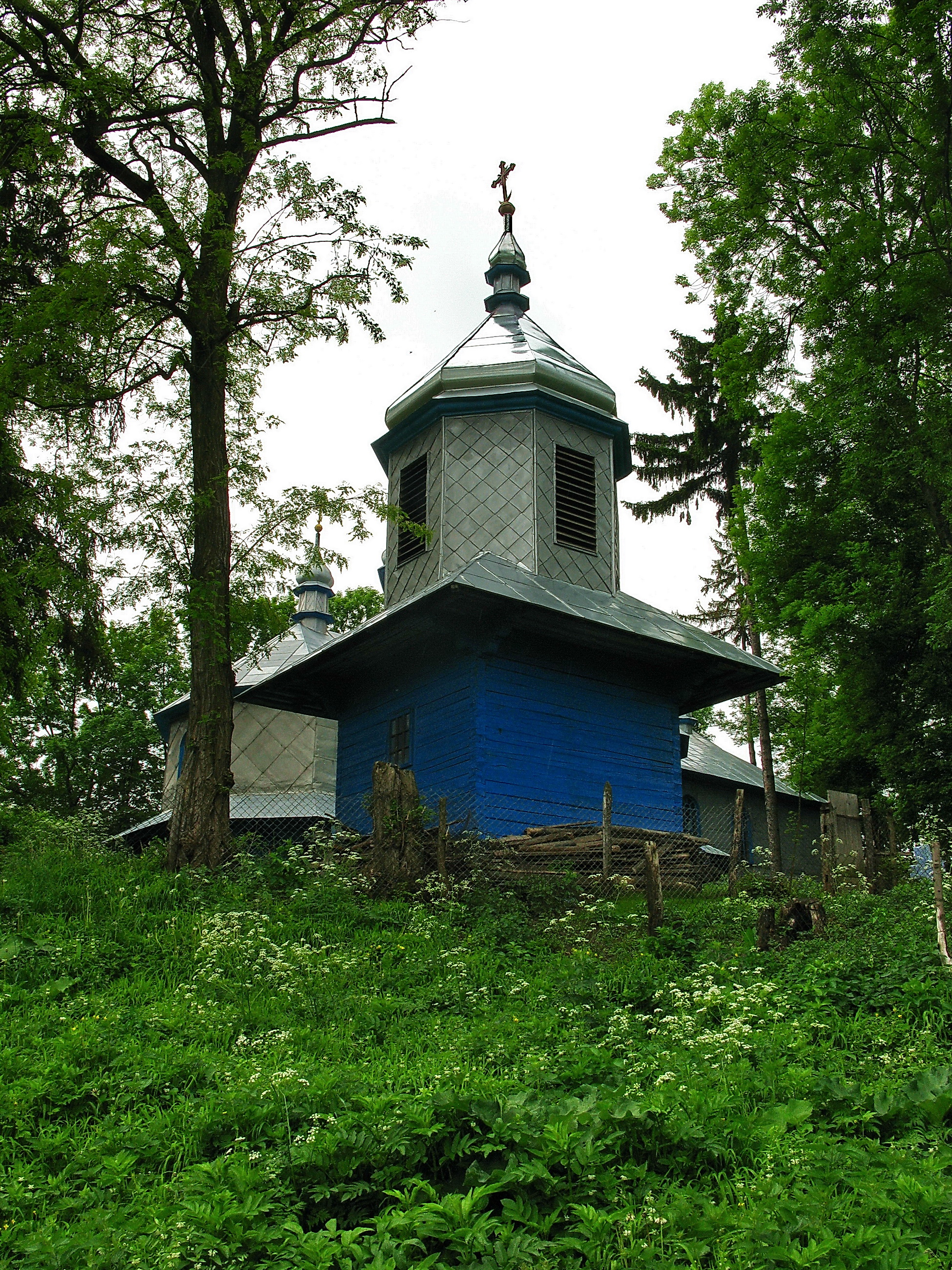
Дзвіниця